# Hélène Jacubowitz
Pour les articles homonymes, voir Jacubowitz.
Hélène Jacubowitz est une sculptrice belge née le 12 octobre 1952 à Anvers.

## Biographie
Hélène Jacubowitz est née dans une famille d'artistes : père joaillier créateur, frère joaillier créateur et céramiste, et nièce céramiste. Baignant dans les ateliers d'orfèvrerie elle est vite passionnée par les arts plastiques et le travail des métaux précieux et du bronze,.
Après avoir suivi des cours chez le professeur chilien Ruperto Urzua, enseignant à l'académie d'art d'Anvers, Hélène Jacubowitz part à Paris avec une première exposition à l'académie de Lutèce ou elle remporte deux prix d'emblée. Ensuite les expositions et les prix internationaux s'enchaînent. Découverte et promue par le fondateur du musée des arts contemporains d'Anvers (MUHKA) le collectionneur et critique d'art professeur Marcel Van Jole lui consacrera deux monographies.

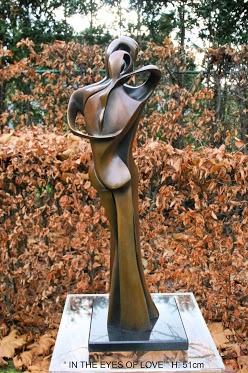
In the eyes of love
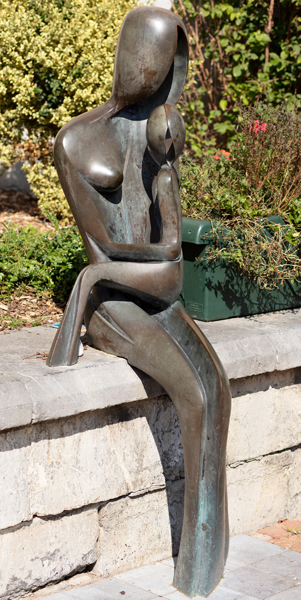
Instant d’Amour (Marche-en-Famenne)

## Expositions
Elle a exposé, individuellement et en groupe, en Belgique, Hollande, France, Italie, Suède, Israël, au Luxembourg, aux États-Unis, ainsi qu'en Angleterre et à Hong-Kong.

## Collections publiques
Ses œuvres figurent dans des collections publiques en Belgique, Hollande, France, Danemark, Pologne et Israël.

## Récompenses
Des prix lui ont été décernés en Belgique, France, Angleterre et Suède.